# Titus Welliver
Titus B. Welliver (ur. 12 marca 1961 w New Haven) – amerykański aktor telewizyjny i filmowy, najlepiej znany z telewizyjnych produkcji takich jak Zagubieni (Lost) czy HBO Deadwood, a także filmu Atak na posterunek (2005). Wystąpił też w serialu Ostatni okręt jako Thorwald, watażka, który walczy z rządem nieuczciwie prowadzonym przez Amy Granderchson.

## Życiorys

### Wczesne lata
Urodził się w New Haven w stanie Connecticut jako syn Norma (z domu Cripps), projektantki mody, i Neila Gavina Wellivera, pejzażysty. Miał troje rodzeństwa, które zmarło: starszego brata, Silasa, który zmarł na dystrofię mięśniową, młodszą siostrę Ashley, która zmarła jako niemowlę, i młodszego brata Eli, który zginął w Tajlandii wraz z macochą Mimi Martin Welliver. W wieku 11 lat przeniósł się wraz z rodzicami z Pensylwanii do Maine, gdzie uczęszczał do Oak Grove-Coburn. Studiował również w Bennington College w Vermont i uzyskał tytuł licencjata w dziedzinie sztuk performatywnych na Uniwersytecie Nowojorskim. Po opanowaniu sztuk walki, pracował też jako barman, wykidajło, budowniczy i sprzedawca obuwia.

### Kariera
W 1990 zadebiutował w roli Ralpha Capone, brata Al Capone w filmie telewizyjnym TNT Zagubiony Capone (The Lost Capone) w reżyserii Johna Graya u boku Erica Robertsa, Adriana Pasdara i Ally Sheedy. Występował w wielu filmach, w tym The Doors, Nieugięci, Amnezja, Pokonaj najszybszego, i Atak na posterunek.
Jest wieloletnim przyjacielem Laurence’a Fishburne’a. Wystąpił w jego debiutanckim filmie reżyserskim Raz w życiu.
Pojawiał się w serialach Lost (przypadła mu rola brata Jacoba), Powrót do życia, Agenci NCIS, Detektyw Monk, Supernatural, Prawo i bezprawie, Deadwood (nominacja do nagrody Amerykańskiej Gildii Aktorów Filmowych w kategorii „Najlepszy zespół aktorski w serialu dramatycznym”), Synowie Anarchii (Jimmy O) oraz Skazany na śmierć (Prison Break) i Bosch, w którym wcielił się w tytułowego detektywa Wydziału Zabójstw policji Los Angeles Harry’ego Boscha.

## Życie prywatne
Był cztery razy żonaty. 26 sierpnia 1989 ożenił się z Heather Elizabeth Wielandt. Jednak doszło do rozwodu. W latach 1998–2004 był żonaty z aktorką Joanną Heimbold, z którą ma dwóch synów: Quinnna M. i Eamonna Lorcana Charlesa. W 2005 poślubił Elizabeth W. Alexander, która 23 października 2012 zmarła na raka piersi. Z tego związku ma córkę Corę McBride Walling. 12 kwietnia 2014 poślubił Jose Stemkens, holenderską konsultantką mody i byłą modelką.

## Filmografia

### Filmy fabularne
- 1991: The Doors jako policjant z gazem łzawiącym
- 1991: Gangsterzy jako Al Capone
- 1996: Nieugięci jako Kenny Kamins
- 2003: Pokonaj najszybszego (Biker Boyz) jako Max
- 2004: Amnezja jako Dale Becker
- 2005: Atak na posterunek jako Milos
- 2007: Gdzie jesteś, Amando? jako Lionel McCready
- 2010: Miasto złodziei jako Dino Ciampa
- 2010: Mafia II jako Civilians (głos)
- 2011: Szepty (TV) jako łowca
- 2012: Człowiek na krawędzi jako Dante Marcus
- 2012: Przedmiot 47 jako agent Felix Blake
- 2012: Operacja Argo jako Jon Bates
- 2012: Promised Land jako Rob
- 2013: Red 2 jako Senior reżyser Military Intelligence
- 2014: Transformers: Wiek zagłady jako James Savoy

### Seriale TV
- 1990: Matlock jako Johnny Bauer
- 1992: Prawnicy z Miasta Aniołów jako William Boyd
- 1992: Beverly Hills, 90210 jako Doug
- 1993: Opowieści z krypty jako Salucci
- 1994: Z Archiwum X jako Doug Spinney
- 1995: Oblicza Nowego Jorku jako Frankie
- 1995–1998: Nowojorscy gliniarze jako dr Mondzac
- 1996: Więzy krwi jako Cameron
- 1997: Nash Bridges jako Richard Drake
- 1997: Kancelaria adwokacka jako Gordon
- 1999: Pamięć absolutna 2070 jako Henry Sumers
- 1999: Star Trek: Voyager jako porucznik komandor Maxwell Burke
- 1999: Dotyk anioła jako Gregory/Lonnie
- 2000: Falcone jako Santino „Sonny” Napoli
- 2001: Zbrodnie Nowego Jorku jako agent specjalny FBI Jimmy Flynn
- 2001–2002: Żarty na bok jako dr Eric Hackett
- 2002: Brygada ratunkowa jako Cameron
- 2002: Prawo i porządek: sekcja specjalna jako Tom Landricks
- 2003: Strefa mroku jako Dylan
- 2003: Nocny kurs jako Zachary
- 2004–2006: Deadwood jako Silas Adams
- 2006: Prawo i porządek jako Bill Whitney
- 2007: Wzór jako agent Graves
- 2007: Uprowadzeni jako senator Bill Ross
- 2007: Agenci NCIS jako kpt. Roger Walsh
- 2007: Jerycho jako pułkownik Robert Hoffman
- 2007: Shark jako Dexter Modene/Javier
- 2007–2008: Powrót do życia jako Kyle Hollis
- 2008: Skazany na śmierć jako Scott
- 2009: Detektyw Monk jako Daniel Reese
- 2009: Nie z tego świata jako Roger/War
- 2009–2010: Zagubieni jako mężczyzna w czerni
- 2010: Podkomisarz Brenda Johnson jako Gregory Drisken
- 2009–2010: Synowie Anarchii jako Jimmy O’Phelan
- 2011: Prawo i porządek: Los Angeles jako adwokat Kennedy
- 2011, 2015: W garniturach jako Dominic Barone
- 2009–2011: Żona idealna jako Glenn Childs
- 2011–2012: CSI: Kryminalne zagadki Las Vegas jako Mark Gabriel / Matt Gabriel
- 2012: Grimm jako Farley Kolt
- 2012: Touch jako Randall Meade
- 2013: Białe kołnierzyki jako senator Terence Pratt
- 2013–2016: Agenci T.A.R.C.Z.Y. jako agent Felix Blake
- 2014: Mentalista jako Michael Ridley
- 2014–2015: Ostatni okręt jako Thorwald
- 2015–: Bosch jako detektyw Hieronymus „Harry” Bosch
- 2018: Chicago PD jako Ronald Booth
- 2018: Hell’s Kitchen w roli samego siebie